# Speed (film, 1994)
Pour les articles homonymes, voir Speed.
Série
Speed 2 : Cap sur le danger
(1997)
Pour plus de détails, voir Fiche technique et Distribution.
Speed ou Clanches! au Québec est un film d'action américain réalisé par Jan de Bont et sorti en 1994. Il a rapidement été propulsé au rang de blockbuster. Une suite, Speed 2 : Cap sur le danger, est sortie en 1997. Le film est un remake de Super Express 109 de Jun'ya Satō sorti en 1975.

## Synopsis
Howard Payne, terroriste psychopathe, policier à la retraite, prend en otage un ascenseur dans un immeuble d'affaires à Los Angeles et réclame une rançon en menaçant de le faire sauter. Son projet échoue à cause de deux officiers du SWAT, Jack Traven et son partenaire Harry Temple, qui parviennent à évacuer les otages. Payne arrive à prendre Temple en otage mais est pris complètement au dépourvu quand Traven blesse délibérément son coéquipier pour le rendre inutilisable en tant qu'otage. Il décide alors de faire exploser le C4 qu'il avait placé sur son torse et de se faire passer pour mort. Pour se venger, Payne pose une bombe dans un bus, qui risque d'exploser si la vitesse passe en dessous de 50 miles/h (soit 80 km/h) ou si quelqu'un essaie de descendre. Jack Traven réussit à monter dans le bus. Commence alors un véritable casse-tête pour l'officier du SWAT, qui doit trouver par tous les moyens comment désamorcer la bombe accrochée à l'essieu du bus.
Entre-temps, Jack connait d'autres problèmes ; Ray, un délinquant armé, se sent menacé lorsque Jack annonce aux passagers qu'il est policier, croyant qu'il est là pour l'arrêter ; il le menace avec son arme et blesse involontairement le chauffeur du bus. Le chauffeur blessé est remplacé par une passagère du bus, Annie Porter. Harry Temple, le coéquipier de Jack, est mis au courant par le commandant du SWAT, le capitaine Herb 'Mac' McMahon, que le terroriste est revenu. Jack réussit à contacter Harry, qui lui vient en aide par téléphone afin de désamorcer la bombe. Mais la bombe est reliée à une montre et il est impossible de faire une dérivation du circuit, car la configuration de l'engin explosif ne le permet pas. Le chef du SWAT et Harry tentent de trouver des solutions pour aider Jack. McMahon décide de faire descendre les passagers, mais le terroriste appelle Jack par téléphone et refuse que quelqu'un tente de descendre, sinon il fera exploser la bombe. Seul le chauffeur est autorisé à descendre, après négociation avec le terroriste. Une vieille passagère terrifiée essaie alors de profiter du pont avec les policiers et de descendre, mais une petite bombe explose, la projetant sous les roues du véhicule où elle meurt, écrasée, le corps réduit en charpie ; il s'agissait d'un avertissement de la part du terroriste pour montrer qu'il ne plaisante pas. Après cette explosion, Jack est confronté à d'autres aléas, sur l'autoroute où le bus se trouve ; un membre du SWAT annonce qu'une portion de passerelle de 15 mètres est manquante. Jack met tout en œuvre avec ses coéquipiers à l'extérieur du bus pour passer cette passerelle.
Le passage réussi, Jack a l'idée d'amener le bus dans un aéroport afin de gagner du temps pour se défaire de ce piège. Jack demande l'autorisation au terroriste pour sortir du bus, qui accepte tout en lui disant qu'il le surveille. Avec l'aide de son chef, Jack parvient à se glisser seul sous le bus qui continue à rouler sur les pistes, pour tenter de désamorcer la bombe. Sa tentative se soldant par un échec, Jack se retrouve à nouveau dans le bus. Pendant ce temps-là, Harry réussit à trouver le nom du terroriste et décide de se rendre chez lui avec une escouade du SWAT pour l'arrêter, mais il tombe dans un piège qui lui coûte la vie. Jack est informé par le terroriste que son ami Harry est mort, ce qui le plonge dans une colère noire. Il découvre que le terroriste les surveille grâce à une caméra cachée derrière le rétroviseur intérieur. Il a alors l'idée de faire rediffuser plusieurs fois la même séquence vidéo pour tromper la surveillance du terroriste et d'évacuer les passagers en les transférant dans un autre bus. Une fois les passagers en sécurité, il ne reste plus que Jack et Annie à bord du bus à la dérive à cause de ses pneus éclatés. Ils bloquent la pédale d'accélérateur pour maintenir l'allure du bus avant de parvenir à en descendre par le plancher. Le bus est ensuite détruit par l'explosion de la bombe, emportant avec lui un avion. Le terroriste, ne sachant pas que son plan a échoué, pense aller récupérer sa rançon et découvre juste avant qu'il s'est de nouveau fait avoir par Jack.
Par conséquent, il change ses plans et, portant un uniforme de police, il va à la rencontre d'Annie qui attend près de l'ambulance qui les a amenés, elle et Jack, sur le lieu choisi par le terroriste pour le dépôt de la rançon. Jack se rend compte que la rançon a déjà été subtilisée par le terroriste et décide d'aller voir de plus près. Il voit Annie avec une ceinture d'explosifs placée par le terroriste, qui tiré la leçon de sa dernière rencontre avec Traven. Howard Payne, furieux, amène Annie dans un métro tout en narguant Jack. Celui-ci parvient quand même à monter sur le toit du métro. Payne découvre rapidement que Jack est sur le métro et tente de lui proposer la moitié de la rançon, mais celle-ci était piégée et un marqueur indélébile destiné à marquer les billets comme volés, rendant la rançon totalement inutilisable. Enragé par ce nouveau piège, Payne engage un combat à mains nues avec Jack sur le toit, et meurt finalement décapité après avoir heurté une borne lumineuse avec sa tête à pleine vitesse. Jack retourne auprès d'Annie, mais ne parvient pas à la libérer des menottes. Il décide de faire dérailler le métro et se retrouve projeté sur une route en plein Los Angeles. Ayant survécu à l'accident, Jack et Annie finissent par s'embrasser sous les yeux de touristes qui prennent des photos.

## Fiche technique
- Titre original et français : Speed
- Titre québécois : Clanches!
- Réalisation : Jan de Bont
- Scénario : Graham Yost avec la participation non créditée de Joss Whedon
- Musique : Mark Mancina
- Direction artistique : John R. Jensen
- Décors : Jackson De Govia (de)
- Costumes : Ellen Mirojnick
- Photographie : Andrzej Bartkowiak
- Montage : John Wright
- Production : Mark Gordon ; Allison Lyon Segan (coproducteur) et Ian Bryce (exécutif)
- Société de production : Mark Gordon Productions
- Société de distribution : 20th Century Fox (États-Unis)
- Budget : 30 millions de dollars
- Pays de production :  États-Unis
- Langue originale : anglais
- Format : couleurs (DeLuxe) — 35 mm — 2,39:1 — son Dolby SR
- Genre : action et thriller
- Durée : 116 minutes
- Dates de sortie :
  - États-Unis et Canada : 10 juin 1994
  - France : 24 août 1994
- Classification : 
  - États-Unis : R
  - France : tous publics

## Distribution
- Keanu Reeves (VF : Thierry Ragueneau ; VQ : Stephan Cloutier) : officier Jack Traven du SWAT
- Dennis Hopper (VF : Patrick Floersheim ; VQ : Yvon Thiboutot) : sergent Howard Payne, ex-policier et démineur
- Sandra Bullock (VF : Juliette Degenne ; VQ : Geneviève De Rocray) : Annie Porter
- Joe Morton (VF : Greg Germain ; VQ : Manuel Tadros) : capitaine Herb McMahon, commandant du SWAT
- Jeff Daniels (VF : Mathieu Rivolier ; VQ : Alain Zouvi) : inspecteur Harold « Harry » Temple, expert en explosifs SWAT
- Alan Ruck (VF : Lionel Henry ; VQ : Sébastien Dhavernas) : Stephens
- Richard Lineback (VF : Jacques Bouanich ; VQ : Jean-Luc Montminy) : sergent Norwood
- Glenn Plummer (VF : Med Hondo ; VQ : Jacques Lavallée) : le propriétaire de la Jaguar[1]
- Carlos Carrasco (VF : Régis Ivanov ; VQ : François L'Écuyer) : Ortiz, un passager du bus
- Beth Grant : Helen, la vieille femme victime de la bombe au bus
- Hawthorne James (en) (VQ : Marc Bellier) : Sam Silver, le chauffeur du bus
- David Kriegel : Terry, un passager du bus
- Natsuko Ohama : Mme Kamino
- Daniel Villarreal : Ray, l'homme du bus qui a tiré sur le chauffeur
- Margaret Medina : officier Robin
- Jordan Lund (en) : Bagwell
- Beau Starr (VF : Max André) : le commissaire
- John Capodice (VQ : Yves Massicotte) : Bob
- Thomas Rosales Jr. : Vince
- Neisha Folkes-LéMelle : Mme McMahon
- James DuMont : Wilkes Leedy
- Richard Schiff : Conducteur du train
- Sandy Martin : la barmaid
- Robert Mailhouse (en) : le jeune cadre dans l'ascenseur
- Patrick Fischler : l'ami du cadre dans l'ascenseur
- Jim Mapp, Milton Quon[2],[3] : des passagers du bus

 Source et légende : version française (VF) sur RS Doublage
 Source et légende : version québécoise (VQ) sur Doublage.qc.ca

## Sortie et accueil

### Critique
Le film a reçu des critiques positives et a un score de 94 % sur Rotten Tomatoes basé sur 63 commentaires, avec une note moyenne de 7,92⁄10. Le consensus critique est le suivant : « Un formidable thriller de pop-corn, Speed est tendu, énergique et énergique, avec des performances remarquables de Keanu Reeves, Dennis Hopper et Sandra Bullock ». Le film a également une note de 78⁄100 Sur Metacritic basée sur 17 critiques indiquant "Critiques globalement favorables"[réf. nécessaire].

### Box-office
Le film a été un grand succès commercial. Aux États-Unis, le film a engrangé plus 14 456 194 de dollars de recettes dès son premier week-end. Il totalisera finalement 121 248 145 dollars sur le sol américain (8e plus gros succès au box-office de l'année 1994), et 350 448 145 dollars dans le monde pour un budget d'environ 30 millions de dollars.
En France, le film a totalisé 2 403 508 entrées, se classant en 12e position du box-office 1994.
| Pays ou région    | Box-office        | Date d'arrêt du box-office | Nombre de semaines |
| ----------------- | ----------------- | -------------------------- | ------------------ |
| États-Unis Canada | 121 248 145 $     | 20 octobre 1994            | 19                 |
| France            | 2 403 508 entrées | 11 octobre 1994            | 7                  |
| Total mondial     | 350 448 145 $     | -                          | -                  |

## Distinctions

### Récompenses
- Oscars 1995 :
  - Meilleur son
  - Meilleur montage sonore
- BAFTA Awards 1995 : Meilleur montage
- MTV Movie Awards 1995 :
  - Meilleure actrice pour Sandra Bullock
  - Meilleur duo pour Keanu Reeves et Sandra Bullock
  - Meilleur méchant pour Dennis Hopper
  - Meilleure scène d'action pour l'échappée du bus et l'explosion de l'avion
- Saturn Awards 1995 : Meilleure actrice pour Sandra Bullock
- Nikkan Sports Film Award 1995 : Meilleur film étranger

### Nominations
- Oscars 1995 : Meilleur montage

## Commentaires
- C'est Quentin Tarantino qui devait réaliser le film à l'origine mais il le refusera pour se consacrer au tournage de Pulp Fiction
- Le film possède une suite réalisée également par Jan de Bont, Speed 2 : Cap sur le danger, qui connaîtra beaucoup moins de succès.
- Bien que non crédité au générique, Joss Whedon alors script doctor, a écrit la quasi-intégralité des dialogues du film.
- Le rôle d'Annie a été proposé à Halle Berry, puis Ellen DeGeneres avant que Sandra Bullock soit choisie. Le rôle de Jack Traven (initialement écrit pour Jeff Bridges) à Johnny Depp, Tom Cruise ou encore Bruce Willis. Quant au rôle de Howard Payne, le premier choix était Phil Collins.
- Speed fait également partie des 100 meilleurs « Heart-Pounding Movies » (littéralement « films qui font battre le cœur ») de l'histoire du cinéma américain, un classement réalisé par l'American Film Institute dans lequel on retrouve des grands classiques tels que Psychose ou Le Silence des agneaux.
- Le bus utilisé tout au long du film est un GM New Look TDH 5303. Ce sont onze véhicules de ce type qui ont été utilisés pour représenter le bus dans le film.
- Billy Idol signe le titre du générique de fin du film.
- C'est lors du tournage de ce film que Keanu Reeves a appris le décès de son meilleur ami, River Phoenix.
- Dans une mission du jeu "Pursuit Force" sur PlayStation Portable, un bus est détourné par un gang de militaires et le policier doit prendre le contrôle du bus qui ne doit pas rouler en dessous d'une certaine vitesse, sinon il explose avec ses passagers.
- Dans le jeu GTA:Vice City, l'une des missions consiste à conduire la limousine piégée d'un groupe de rock, un trop grand ralentissement de l'allure de la voiture provoquant son explosion au bout de quelques secondes. Le but est de laisser le temps à l'un des membres du groupe de la désamorcer.
- Dans la série 24 Heures chrono, on peut apercevoir un passage du film à travers le lecteur DVD portable d'un garde qui surveille Jack Bauer. Cette scène se déroule dans l'épisode 7 de la saison 3.
- Dans une interview pour Konbini, Michael Bay a affirmé qu'il était à l'époque très intéressé à l'idée de réaliser le film, ce qui en aurait fait sa première expérience en tant que réalisateur. C'est finalement Jan de Bont qui a été choisi.